# Luiza Pendyk
Luiza Pendyk (* 1970) ist eine ehemalige polnische Fußballspielerin. Die Stürmerin bestritt einen Großteil ihrer Karriere in Schweden.

## Werdegang
Pendyk startete ihre Karriere in Schweden bei Tyresö FF. Über Mallbackens IF kam sie Anfang 1996 zur Frauenmannschaft des Malmö FF. Dort etablierte sie sich in den folgenden Jahren in der Mannschaft um Spielerinnen wie Caroline Jönsson, Eva Zeikfalvy und Karolina Westberg als regelmäßige Torschützin. Zwar verhalf sie somit dem Klub zu Platzierungen im vorderen Ligabereich, die Vormachtstellung der Serienmeisters Älvsjö AIK konnte jedoch nicht durchbrochen werden. In den Spielzeiten 1999 und 2000 krönte sie sich jeweils zur Torschützenkönigin. Im Anschluss beendete sie zunächst ihre aktive Laufbahn, da sie sich auf ihr parallel zur Spielerkarriere begonnenes Studium konzentrieren wollte. Im Sommer 2001 kehrte sie jedoch auf den Fußballplatz zurück. Hatte sie Ende des Jahres nach 163 Toren in 161 Spielen erneut ihre Laufbahn beendet, schloss sie sich im Sommer 2002 dem Zweitligisten Staffanstorps GIF an.